# Arboretum Bílá Lhota

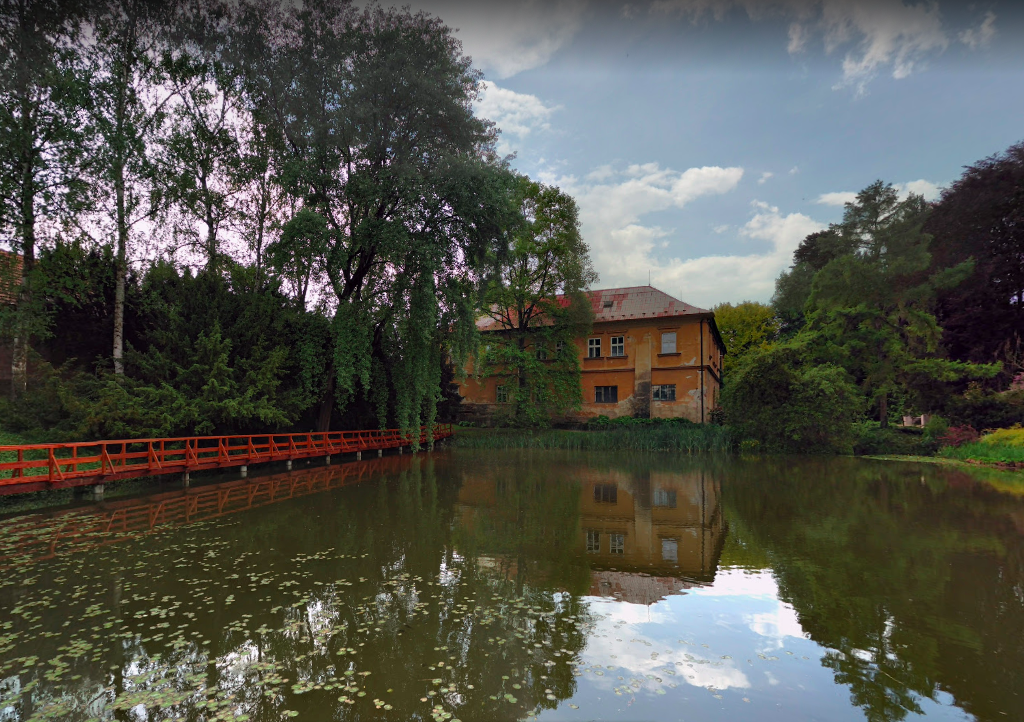
Arboretum Bílá Lhota

Das Arboretum Bílá Lhota (deutsch: Weißöhlhütten) befindet sich unmittelbar am Schloss von Bílá Lhota – zeitweilig im Besitz der Familie Speil von Ostheim, später der Familie Riedl – in Nordmähren in Tschechien. Es wurde im Jahre 1700 als Schlosspark gegründet.
1926 wurde die Anlage von Quido Riedl, der hier Hunderte von Bäumen und Sträucher anpflanzte, in ein Arboretum umgewandelt.